# Lavey
Lavey (toponimo francese) è stato un comune svizzero del Canton Vaud, nel distretto di Aigle.

## Storia
Nel 1852 è stato accorpato all'altro comune soppresso di Morcles per formare il nuovo comune di Lavey-Morcles.

## Monumenti e luoghi d'interesse
- Chiesa riformata, eretta nel 1889[1];
- Chiesa cattolica, eretta nel 1900[1].

## Società

### Evoluzione demografica
L'evoluzione demografica è riportata nella seguente tabella:
Abitanti censiti

## Amministrazione
Ogni famiglia originaria del luogo fa parte del cosiddetto comune patriziale e ha la responsabilità della manutenzione di ogni bene ricadente all'interno dei confini della frazione.